# Přemysl
Přemysl (zkráceně také Přemek) je mužské křestní jméno slovanského původu, jedná se o rodové jméno nejstaršího panovnického rodu v Čechách. Význam je obvykle uváděn jako „důkladně promýšlející“ (své skutky). Další podobou jména může být i Premysl či polsky Przemysław.
Jméno Přemysl existuje i v polštině jako Przemysł nebo Przemysław, srbochorvatská varianta jména je Primislav. Latinská verze jména je Primislaus.
Jméno Přemysl nedílně patří k vladařské dynastii Přemyslovců, jejím zakladatelem byl mytický Přemysl Oráč. Jméno nosil i český panovník Přemysl Otakar I. nebo Přemysl Otakar II., také polský král Přemysl II. Velkopolský nebo čeští vévodové Přemysl I. Opavský a Přemysl II. Opavský. Nositelem jména byl také spisovatel Přemysl Pitter, herec a režisér Přemysl Pražský nebo fotograf Přemysl Koblic. Mezi současnými nositeli jména najdeme dirigenta Přemysla Charváta, zpěváka, herce, spisovatele a publicisty Přemysla Ruta, režiséra Přemysla Prokopa nebo grafika a ilustrátora Přemysla Rolčíka.
Podle českého kalendáře má svátek 16. května.

## Domácky
Přema, Přemek, Přemček, Přemda

## Statistické údaje
Následující tabulka uvádí četnost jména v ČR a pořadí mezi mužskými jmény ve srovnání dvou roků, pro které jsou dostupné údaje MV ČR – lze z ní tedy vysledovat trend v užívání tohoto jména:
| Rok       | Četnost   | Pořadí      |
| 1999      | 5565      | 84.         |
| 2002      | 5545      | 84.         |
| Porovnání | o 20 méně | žádná změna |
| 2006      | 5427      | 86.         |

Změna procentního zastoupení tohoto jména mezi žijícími muži v ČR (tj. procentní změna se započítáním celkového úbytku mužů v ČR za sledované tři roky 1999–2002) je +0,4%.

## Známí nositelé jména

### Panovníci
- Přemysl Oráč – mytický zakladatel dynastie Přemyslovců
- Přemysl Otakar I. – český panovník z rodu Přemyslovců
- Přemysl Otakar II. – český panovník z rodu Přemyslovců

- Přemysl (moravský markrabě)

- Přemysl I. Opavský
- Přemysl II. Opavský

- Přemysl I. Velkopolský
- Přemysl II. Velkopolský

### Ostatní
- Přemysl Coufal (1932–1981) – český katolický kněz
- Přemek Forejt (* 1987) – český šéfkuchař
- Přemysl Kočí (1917–2003) – český operní pěvec, režisér a manažer
- Přemysl Pitter (1895–1976) – český protestantský kazatel
- Přemek Podlaha (1938–2014) – český televizní moderátor
- Přemysl Rabas (* 1963) – český zoolog a politik
- Přemysl Rut (* 1954) – český divadelník, spisovatel a muzikant
- Přemysl Sobotka (* 1944) – český politik
- Přemysl Šámal (1867–1941) – československý politik, kancléř prezidenta Tomáše G. Masaryka